# Li Zhisui
Li Zhisui (chinesisch 李志绥, Pinyin Lǐ Zhìsuí; * 1920 in Peking, China; † 13. Februar 1995 in Chicago, Illinois, USA) war einer der zahlreichen Ärzte von Mao Zedong.
Li Zhisui, Nachkomme einer langen Reihe von chinesischen Medizinern, schloss 1945 sein Medizinstudium an der Sichuan-Universität ab. Von 1950 an gehörte er zu dem Ärztekollegium, das Mao Zedong behandelte, 1954 wählte Mao ihn nach eigenen Angaben zum persönlichen Leibarzt, was er bis zu Maos Tod 1976 blieb. Anschließend war Li auf verschiedenen Posten als Mediziner in China tätig, 1988 folgte er zusammen mit seiner Frau den beiden Söhnen in die USA.
1994 veröffentlichte Li Zhisui eine in zahlreiche Sprachen übersetzte Mao-Biographie, die in China verboten wurde und insbesondere in den englischsprachigen Ländern zum Bestseller wurde.

## Werke
Li, Zhisui: Ich war Maos Leibarzt. Lübbe, Bergisch Gladbach 1994, ISBN 3-7857-0748-7 (englische Ausgabe: The Private Life of Chairman Mao. Chatto & Windus, London 1994, ISBN 0-7011-4018-6)